# Tanaka lúc nào cũng vật vờ
Tanaka lúc nào cũng vật vờ (田中くんはいつもけだるげ Tanaka-kun wa Itsumo Kedaruge) là một bộ manga đời thường hài kịch được sáng tác bởi Uda Nozomi. Bộ truyện đăng tải lần đầu trên tạp chí Gangan Online của Square Enix từ năm 2013 đến năm 2019. Phiên bản anime được sản xuất bởi Silver Link được phát sóng từ tháng 4 đến tháng 9 năm 2016. Manga được Nhà xuất bản Kim Đồng mua bản quyền phát hành tại thị trường Việt Nam vào năm 2022.

## Nhân vật
- Tanaka (田中)

Lồng tiếng: Kenshō Ono
Một học sinh hay thờ ơ, lười biếng, luôn ngủ gật và kiệt sức khi thức dậy, thích sống bình yên. Cậu có thể ngủ khắp mọi nơi, nhất là ở ngoài. Vì bản tính buồn ngủ và vô cảm của Tanaka mà Ohta buộc phải vác cậu theo đi mọi nơi, và cậu không thấy phiền phức khi có bạn. Sau này, Ohta trở thành “vợ” của Tanaka do cả hai không thể rời xa nhau.
- Ohta (太田)

Lồng tiếng: Yoshimasa Hosoya
Một học sinh cao khỏe, đáng tin cậy và thường chăm sóc Tanaka. Vì bản tính chăm sóc mà cậu bị Tanaka cho là một "người vợ" hoàn hảo. Ohta ngưỡng mộ những khả năng của Tanaka trong bất kỳ tình huống nào, nhưng cậu cũng cảm thấy tính cách của Tanaka khiến chính Tanaka bỏ lỡ nhiều thứ. Đặc biệt, cậu rất thích đồ ngọt và ghét những thứ đắng như cà phê.
- Miyano (宮野)

Lồng tiếng: Natsumi Takamori
Bạn học cùng lớp của Tanaka với vóc dáng thấp. Cô ngưỡng mộ Tanaka vì sự thờ ơ của cậu và luôn tự nhận là đồ đệ dù bị Tanaka từ chối.
- Shiraishi (白石)

Lồng tiếng: Kotori Koiwai
Một học sinh nổi tiếng với vẻ xinh đẹp và thông minh, là lớp trưởng cùng lớp Tanaka, được cả nam nữ mến mộ. Sau khi Tanaka nhận ra con người thật của cô thay vì vẻ hiện tại, cô để ý thầm cậu.
- Echizen (越前)

Lồng tiếng: Ayaka Suwa
Người bạn thuở nhỏ của Ohta. Cô có tính cách khá bạo lực, thường nóng tính và có cách cư xử, hành động như học sinh cá biệt. Cô mến Miyano đến mức gọi cái tên khác "Myaano" (みゃー). Mặc cho phong cách đầu gấu, Echizen thích những thứ dễ thương, đến mức từ chối ăn những đồ có hình dạng dễ thương.
- Tanaka Rino (田中 莉乃)

Lồng tiếng: Aoi Yūki
Em gái của Tanaka. Cô giống Tanaka như một bản sao của cậu, là một học sinh cấp hai và quản lý câu lạc bộ bóng chuyền của trường. Cô có thái độ không thích Ohta, do mối quan hệ thân thiết giữa Ohta và Tanaka làm Rino khó bình thành mối quan hệ của cô với anh trai.
- Ohta Saya (太田 早夜, Thái Điền Tảo Dạ)

Lồng tiếng: Nao Tōyama
Em gái của Ohta nhưng không như là một bản sao của cậu. Cô học cùng trường với Rino, thuộc câu lạc bộ bóng chuyền. Cô là một người nhút nhát và hay nói nhỏ. Do vẻ mờ nhạt, mảnh mai mà Tanaka được cô nhận xét giống một "vị hoàng tử".
- Shimura (志村, Chí Thôn)

Lồng tiếng: Kazuyuki Okitsu
Bạn cùng lớp của Tanaka. Cậu lạnh lùng và thông minh, nhưng có điểm yếu đối với các cô gái. Cậu khác biệt khi không đeo kính làm khó nhận diện được.
- Katō (加藤, Gia Đằng)

Lồng tiếng: Yūichi Iguchi
Bạn cùng lớp của Tanaka, thường thân với Shimura. Cậu giỏi thể thao và thích đá bóng.

## Truyền thông

### Manga
Tanaka lúc vào cũng vật vờ được sáng tác bởi Nozomi Uda, đăng dài kỳ trên tạp chí Gangan Online của Square Enix từ tháng 7 năm 2013 và kết thúc vào tháng 7 năm 2019. 
Nhà xuất bản Kim Đồng mua bản quyền bộ truyện và phát hành tại thị trường Việt Nam vào năm 2022.
| #    | Phát hành Tiếng Nhật | Phát hành Tiếng Nhật | Phát hành Tiếng Việt | Phát hành Tiếng Việt |
| #    | Ngày phát hành       | ISBN                 | Ngày phát hành       | ISBN                 |
| ---- | -------------------- | -------------------- | -------------------- | -------------------- |
| 01   | 26 tháng 4, 2014     | 978-4-7575-4286-0    | 5 tháng 9, 2022      | 978-604-2-27600-9    |
| 02   | 22 tháng 7 năm 2014  | 978-4-7575-4354-6    | 19 tháng 9, 2022     | 978-604-2-27601-6    |
| 03   | 22 tháng 11 năm 2014 | 978-4-7575-4474-1    | 3 tháng 10, 2022     | 978-604-2-27602-3    |
| 04   | 22 tháng 5 năm 2015  | 978-4-7575-4642-4    | 31 tháng 10, 2022    | 978-604-2-27603-0    |
| 05   | 21 tháng 11 năm 2015 | 978-4-7575-4796-4    | 14 tháng 11, 2022    | 978-604-2-27604-7    |
| 06   | 4 tháng 4 năm 2016   | 978-4-7575-4947-0    | 28 tháng 11, 2022    | 978-604-2-27605-4    |
| 07   | 9 tháng 9 năm 2016   | 978-4-7575-4971-5    | 12 tháng 12, 2022    | 978-604-2-27606-1    |
| 08   | 22 tháng 4 năm 2017  | 978-4-7575-5317-0    | 26 tháng 12, 2022    | 978-604-2-27607-8    |
| 09   | 22 tháng 9 năm 2017  | 978-4-7575-5478-8    | 30 tháng 1, 2023     | 978-604-2-27608-5    |
| 10   | 22 tháng 3 năm 2018  | 978-4-7575-5655-3    | 13 tháng 2, 2023     | 978-604-2-27609-2    |
| 11   | 21 tháng 9 năm 2018  | 978-4-7575-5846-5    | 27 tháng 2, 2023     | 978-604-2-27610-8    |
| 12   | 22 tháng 3 năm 2019  | 978-4-7575-6055-0    | 13 tháng 3, 2023     | 978-604-2-27611-5    |
| 13   | 12 tháng 9 năm 2019  | 978-4-7575-6268-4    | 27 tháng 3, 2023     | 978-604-2-27612-2    |
| 13.5 | 12 tháng 9, 2019     | 978-4-7575-6285-1    | —                    | —                    |

### Anime

#### Danh sách tập
| STT | Tên tập phim                                                                   | Ngày phát sóng      |
| --- | ------------------------------------------------------------------------------ | ------------------- |
| 01  | Tanaka-kun to Ōta-kun (田中くんと太田くん Tanaka-kun và Ohta-kun)              | 9 tháng 4 năm 2016  |
| 02  | Deshiiri Shigan (弟子入り志願 Xin nhận làm đồ đệ)                              | 16 tháng 4 năm 2016 |
| 03  | Gyappu Shōjo Echizen-san (ギャップ少女越前さん Cô gái đối lập, Echizen-san)    | 23 tháng 4 năm 2016 |
| 04  | Shiraishi-san no Himitsu ( 白石さんの秘密 Bí mật của Shiraishi-san)            | 30 tháng 4 năm 2016 |
| 05  | Tanaka-kun no Nichijō (田中くんの日常 Một ngày của Tanaka-kun)                 | 7 tháng 5 năm 2016  |
| 06  | Kazehiki Tanaka-kun ( 風邪ひき田中くん Tanaka-kun bị ốm)                       | 14 tháng 5 năm 2016 |
| 07  | Tanaka-kun no Valentine (田中くんのバレンタイン Ngày Valentine của Tanaka-kun) | 21 tháng 5 năm 2016 |
| 08  | Ōta-kun no Junan (太田くんの受難 Thử thách của Ohta-kun)                       | 28 tháng 5 năm 2016 |
| 09  | Wac e Yōkoso" (ワックへようこそ Chào mừng đến với Wac)                         | 4 tháng 6 năm 2016  |
| 10  | Tanaka-kun no Natsu (田中くんの夏 Mùa hè của Tanaka-kun)                       | 11 tháng 6 năm 2016 |
| 11  | Tanaka-kun no Bunkasai (田中くんの文化祭 Lễ hội văn hóa của Tanaka-kun)        | 18 tháng 6 năm 2016 |
| 12  | Tanaka-kun no Shiawase (田中くんのしあわせ Hạnh phúc của Tanaka-kun)           | 25 tháng 6 năm 2016 |

### Phim ngắn
Có những tập phim ngắn với thời lượng 30 giây được đăng trên Twitter.
| STT | Tên tập phim                            | Ngày đăng tải       |
| --- | --------------------------------------- | ------------------- |
| 01  | "Tanaka-kun no 1-nichi" (田中くんの1日) | 7 tháng 4 năm 2016  |
| 02  | "Pan sōdatsu-sen" (パン争奪戦)          | 10 tháng 4 năm 2016 |
| 03  | "Tanaka no sōzō" (田中の想像)           | 12 tháng 4 năm 2016 |
| 04  | "Yume" (夢)                             | 15 tháng 4 năm 2016 |
| 05  | "Pack no ocha" (パックのお茶)           | 21 tháng 4 năm 2016 |
| 06  | "Mail" (メール)                         | 23 tháng 4 năm 2016 |
| 07  | "Kōji-chū" (工事中)                     | 25 tháng 4 năm 2016 |
| 08  | "Game" (ゲーム)                         | 28 tháng 4 năm 2016 |
| 09  | "Cup men" (カップ麺)                    | 30 tháng 4 năm 2016 |
| 10  | "Ice" (アイス)                          | 4 tháng 5 năm 2016  |
| 11  | "Corn soup" (コーンスープ)              | 6 tháng 5 năm 2016  |
| 12  | "Tanaka route kensaku" (田中ルート検索) | 8 tháng 5 năm 2016  |
| 13  | "Atarashī mochikata" (新しい持ち方)     | 12 tháng 5 năm 2016 |
| 14  | "Massage" (マッサージ)                  | 17 tháng 5 năm 2016 |
| 15  | "Hitsuji" (ひつじ)                      | 19 tháng 5 năm 2016 |
| 16  | "Rimokon" (リモコン)                    | 23 tháng 5 năm 2016 |
| 17  | "Magic hand" (マジックハンド)           | 25 tháng 5 năm 2016 |
| 18  | "Purin" (プリン)                        | 28 tháng 5 năm 2016 |
| 19  | "Nidai" (荷台)                          | 1 tháng 6 năm 2016  |
| 20  | "Message" (メッセージ)                  | 3 tháng 6 năm 2016  |
| 21  | "Tag" (タグ)                            | 6 tháng 6 năm 2016  |
| 22  | "Taifū" (台風)                          | 7 tháng 6 năm 2016  |
| 23  | "Sōji" (掃除)                           | 9 tháng 6 năm 2016  |
| 24  | "Kintore" (筋トレ)                      | 11 tháng 6 năm 2016 |
| 25  | "Joshiryoku" (女子力)                   | 13 tháng 6 năm 2016 |
| 26  | "Chabashira" (茶柱)                     | 15 tháng 6 năm 2016 |
| 27  | "Hohaba" (歩幅)                         | 17 tháng 6 năm 2016 |
| 29  | "Toilet" (トイレ)                       | 20 tháng 6 năm 2016 |
| 29  | "Soft ball" (ソフトボール)              | 21 tháng 6 năm 2016 |
| 30  | "Yume" (夢)                             | 24 tháng 6 năm 2016 |
| 31  | "Chō nōryoku" (超能力)                  | 25 tháng 6 năm 2016 |
| 32  | "Skirt take" (スカート丈)               | 27 tháng 6 năm 2016 |
| 33  | "Gum" (ガム)                            | 28 tháng 6 năm 2016 |
| 34  | "Gainen" (概念)                         | 29 tháng 6 năm 2016 |
| 35  | "Fukushikikokyū" (腹式呼吸)             | 1 tháng 7 năm 2016  |

## Đón nhận
Bộ truyện ghi nhận bán hơn 1 triệu bản in ở Nhật Bản vào tháng 11 năm 2015. Tập truyện thứ 2 đứng thứ 32 trên bảng xếp hạng manga Oricon trong tuần và tới 27 tháng 7 năm 2014 đã bán được hơn 37,000 bản; tập thứ 3 đứng thứ 16 cùng bảng xếp hạng và tính tới cuối tháng 11 năm 2014, bán được hơn 67,000 bản in, Bộ truyện cũng được xếp vào vị trí thứ 17 trên bảng xếp hạng Kono Manga ga Sugoi! và đứng thứ 4 trong cuộc bình chọn Zenkoku Shotenin ga Eranda Osusume Comic năm 2015.